# Korbtheater Alfred Büttner
Das Korbtheater Alfred Büttner, ein mobiles Figurentheater in Deutschland, wurde 1989 durch den Puppenspieler Alfred Büttner (* 1966 in Schweinfurt) gegründet. Es entstand aus der Idee heraus, ein in seiner Art einmaliges Theater zu schaffen. Das Korbtheater orientiert sich dabei an den historischen Guckkastenbühnen  des 17. Jahrhunderts. Das Besondere des Korbtheaters sind die Bühnen, die zum Teil vollständig aus geflochtenen Weiden bestehen. Jede einzelne entsteht in  Handarbeit und mit Blick auf die Erfordernisse eines Theaters. Die Kombination von Korbgeflecht und Kultur ist deutschlandweit einzigartig.

## Direktion
Alfred Büttner ist der Direktor des Korbtheaters. Er hat nach seiner schulischen Laufbahn Ausbildungen sowohl zum Mechaniker als auch zum Kinderpfleger und Goldschmied absolviert. Seine Affinität zum Theater und die Begegnung mit dem Korbflechtmeister Johannes Bauer brachten ihn auf die Idee, das Korbtheater zu schaffen. Hierfür entwirft Alfred Büttner seither nicht nur ungewöhnliche Bühnen, sondern tritt zugleich als Autor zahlreicher Stücke auf und baut die Figuren und Requisiten größtenteils selbst.

## Die Korbbühnen
Seit Gründung des Theaters entstanden rund 18 von Korbflechtmeister Johannes Bauer geschaffene verschiedene Bühnen. Bei den Bühnenformen dominieren zwei Varianten:

### Kleine Korbbühne
Die kleine Korbbühne ist eine etwa 90 cm hohe, halbrunde Bühne aus Weidengeflecht. Sie befindet sich auf einem Stativ und hat dadurch eine Gesamthöhe von etwa 2 Metern. Der Puppenspieler ist dadurch nicht zu sehen. Er betritt die Bühne von hinten und spielt teils mit Handpuppen, teils mit Stabfiguren über Kopf.

### Große Korbbühne
Die große Korbbühne ist eine etwa 2,70 Meter hohe Bühne in Rechtecksform. Sie ist um 360 Grad drehbare, was es ermöglicht in kurzer Zeit verschiedene Bühnenbilder entstehen zu lassen. Sie wird ebenfalls von innen mit Hand- und Stabfiguren bespielt.

## Produktionen
Seit 1989 entwickelt Alfred Büttner Theaterproduktionen für Kinder und Erwachsene.
Bereits sein erstes Stück Der verzauberte Schuh wurde 1990 zum Erfolg und auf verschiedenen Theaterfestivals in Deutschland und Europa aufgeführt.
Es folgen weitere Produktionen und Bühnenformen, bei denen Büttner – sowohl thematisch wie auch bautechnisch – stets auf Weiter- und Neuentwicklungen setzt. So gestaltet er ein Bauchladenkorbtheater, das auch als Walk Act zum Einsatz kommt.
Einige Jahre später löst sich Alfred Büttner von seinen klassischen Flechtbühnen und konstruiert das intergalaktische „Raketentheater“. Für das das Stück Sternschnuppe 463144 bedient er sich zudem zahlreicher Spezialeffekte.
Einen Rekord stellte Büttner mit seinen Stück Loretta Australia auf. Für das Stück fertigte er 1994 gemeinsam mit Johannes Bauer die größte Korbbühne, die es zum damaligen Zeitpunkt weltweit gab. Es ist ein Flechtwerk mit einer Spielfläche von 4 × 3 × 3 m und mehreren Spielebenen.
Eine weitere, völlig neue Bühnenform feiert im Jahr 2001 Premiere: Die erste drehbare Korbbühne wird mit dem Familienstück Lutz, die Wutz eingeweiht.

### Themenspektrum
Die Themen von Büttners Stücken reichen vom unersetzbaren Wert der Freundschaft bei Marlo, was machst Du nur?! bis hin zur Neugier und Abenteuerlust des kleinen Drachen Frederick im gleichnamigen Stück. Für die Fußball-Weltmeisterschaft in Deutschland entwickelte er das Stück Ein Volltreffer für Lutz und reiste damit durch die Republik.
Rund um gesunde Ernährung und Bewegung dreht sich das Stück „Paule kommt auf den Geschmack“ das Büttner im Auftrag des Cateringunternehmens Sodexo produzierte und seit über einem Jahrzehnt in Schulen und Kindertagesstätten aufführt.
Zum ersten Mal adaptierte Büttner im Jahr 2013 ein bekanntes Kinderstück. Aus der Literaturvorlage Der kleine Rabe Socke – Hauen bis der Milchzahn wackelt machte Büttner ein Theaterstück.
Im Stück Tom, das Schaf werden Kindern Manieren und gutes Benehmen vermittelt. Seine aktuelle Produktion Olga packt aus beschäftigt sich mit den Themen Müllvermeidung und Umweltbewusstsein und erklärt Kindergarten- und Grundschulkindern auf spielerische Weise nachhaltiges Handeln.
Aufgeführt werden die Stücke auf Kleinkunstbühnen, in Kindergärten, Schulen, aber auch Theaterfestivals wie das tete-a-tete in Rastatt, dem Straßentheaterfestival in Idar-Oberstein oder den Puppenspieltagen Steinau.

### Hörspiele
Olga packt aus ist auch die Grundlage für das erste Hörspiel des Korbtheaters, das Alfred Büttner gemeinsam mit seiner Frau Stefanie und Michael Schmitt im Jahr 2016 herausbringt. Vier Jahre später erscheint mit Tom das Schaf das zweite Hörspiel das Korbtheaters.

### 30 Jahre Korbtheater
Sein 30-jähriges Bühnenjubiläum feierte Alfred Büttner im Jahr 2019 mit Rückblick auf 25 Produktionen und 55.0000 Zuschauer.

## Aktionen

### Aktion Sonnenstrahl – Figurentheater für kranke Kinder
Im Jahr 1994 konzipiert Büttner gemeinsam mit dem Marketingexperten Christian Lott die „Aktion Sonnenstrahl“ für Kinderkliniken und Kinderhospize.

### Aktion Herbstsonne – Figurentheater für Erwachsene
Gemeinsam mit dem Regisseur Charlie Bick brachte Büttner 2002 unter dem Titel Aktion Herbstsonne seine erste Theaterproduktion für Erwachsene auf den Markt. Das Stück Es ist nie zu spät beleuchtet den Alltag in einem Seniorenheim. Für die Aufführungen reiste Büttner zu Seniorenheimen und -kreisen in ganz Deutschland. Aufgrund der großen Resonanz folgen im Jahr 2004 die Fortsetzung des Stücks „Die Reise“ und im Jahr 2014 die Produktion „Wie das Leben so spielt“.

## Varietéprogramme
Neben dem Korbtheater tritt Alfred Büttner auch mit anderen Acts bei großen Varieté-Festivals in ganz Deutschland und Europa auf. Unter anderem entwickelt er ein Programm mit Großfiguren für den Galabereich oder nimmt als „Butler Alfred“ die Gäste großer Empfänge und Matinees in Empfang.
Auf große Resonanz im In- und Ausland stößt die im Jahr 2000 uraufgeführte „Handoper“. Hierfür reduziert Büttner alles auf seine Hände und lässt sie La Traviata spielen. Musikalisch begleitet wird er von Michael Christoph Schmitt.
mit Großfiguren für den Galabereich oder nimmt als „Butler Alfred“ die Gäste großer Empfänge und Matinees in Empfang.
Auf große Resonanz im In- und Ausland stößt die im Jahr 2000 uraufgeführte „Handoper“. Hierfür reduziert Büttner alles auf seine Hände und lässt sie La Traviata spielen. Musikalisch begleitet wird er von Michael Christoph Schmitt.

## Kooperationen und Projekte
In Zusammenarbeit mit Christian Lott und der Deutschen Bahn wurde 1998 das das Projekt „Verreisen auf Gleisen“ initiiert. Mit dem Korbtheater reist Büttner im Zug durch ganz Deutschland.
Zu bundesweiter Anerkennung gelangt 2006 die Kooperation des Korbtheater mit dem Caterer Sodexo. Hierfür konzipiert Alfred Büttner das Stück Paule kommt auf den Geschmack über gesunde Ernährung und Bewegung.

## Fortbildungen
Seit 2012 bietet Alfred Büttner Fortbildungen und Workshops an.

## Werke/Aktionen
- Der verzauberte Schuh, Theaterproduktion, 1990
- Fred Banane, Theaterproduktion, 1991
- Der gestohlene Ring, Bauchladentheater, 1992
- Sternschnuppe 463144 - Raketentheater, Theaterproduktion, 1993
- Gründung der Aktion Sonnenstrahl, Theater in Kinderkliniken, 1994
- Loretta Australia, Theaterproduktion, 1995
- Mehrere Programme für den Gala- und Varietébereich, ab 1996
- Verreisen auf Gleisen, Theater auf Bahnhöfen in Zusammenarbeit mit der Deutschen Bahn, 1998
- St. Fledermann, Bauchladentheater, 1999
- Handoper, Programm für Galas und Varietés, 2000
- Lutz die Wutz, Theaterproduktion, 2001
- Gründung der Aktion Herbstsonne mit dem Stück „Es ist nie zu spät“, Theater für Senioren, 2002
- Ein Schnabel voller Glück, Theaterproduktion, 2003
- „Die Reise“ – Folgestück für die Aktion Herbstsonne, 2004
- Ein Volltreffer für Lutz, Theaterproduktion, 2005
- Paule kommt auf den Geschmack, 2006
- Marlo, was machst Du nur?!, Theaterproduktion 2009
- Tom, das Schaf, Theaterproduktion, 2010
- Der kleine Rabe Socke – Hauen bis der Milchzahn wackelt, Theaterproduktion, 2013
- Wie das Leben so spielt, Folgestück der Aktion Herbstsonne, 2014
- Olga packt aus, Theaterproduktion, 2015
- Olga packt aus, Hörspiel, 2016
- Schorschies Traum, 2019
- Tom, das Schaf, Hörspiel 2020
- Opa startet durch - Generationentheater, 2021